# Admiral Graf Spee (1934)
«Адмирал граф Шпее» (нем. Admiral Graf Spee) — третий и самый совершенный немецкий тяжёлый крейсер типа «Дойчланд» времён Второй мировой войны. В довоенном германском флоте числился броненосцем (нем. Panzerschiffe). В военно-морской литературе крейсера данного типа широко известны как «карманные линкоры» (pocket battleship) — ироническая классификация кораблей, придуманная британской прессой 1930-х годов.

## Проектирование и строительство
Заложен 1 октября 1932 года, спущен 30 июня 1934 года, вошёл в строй 6 января 1936 года. Построен на верфях Вильгельмсхафена. Назван в честь погибшего на флагмане «Шарнхорст» во время Первой мировой войны в битве у Фолклендских островов с английской эскадрой графа Максимилиана фон Шпее (1861—1914). По иронии судьбы, данный корабль также был потоплен у берегов Латинской Америки, где нашли последнее пристанище моряки Восточно-Азиатской эскадры графа Шпее времён Первой мировой. Для своего времени «Граф Шпее» являлся достаточно необычным кораблём, обратившим на себя внимание военно-морских кругов всего мира. Считалось, что он способен победить любой тяжёлый крейсер и уйти от преследования любого линкора.

## Довоенная служба
Уже в ходе испытаний корабль совершил несколько учебных плаваний. «Шпее» сразу же была уготована высокая роль: 29 мая он стал флагманом кригсмарине на большом морском параде с участием Гитлера и других высших лиц третьего рейха.
С 20 мая 1936 г. проводились всесторонние испытания навигационного оборудования и электроники, а 6 июня «карманный линкор» вышел в первое дальнее плавание в Атлантику, к острову Санта-Круз. В течение 20-дневного похода продолжались учения и тестирование аппаратуры и устройств, в частности, артиллерии (формально «Шпее» числился в этом походе опытовым артиллерийским судном). По возвращении 26 июня в Вильгельмсхафен учебные занятия продолжились. Осенью корабль принимал участие в манёврах.
16 декабря 1936 года на «Шпее» поднял флаг контр-адмирал фон Фишель, назначенный командующим немецким флотом в испанских водах. Корабль принимал активное участие в гражданской войне в Испании. Пройдя с 14 февраля 1937 года последние приготовления в Киле, 2 марта он взял курс на Бискайский залив. Двухмесячное плавание с посещением многих испанских портов завершилось в Киле 6 мая того же года.
15 мая «Адмирал граф Шпее» как наиболее современный немецкий корабль представлял Германию на рейде в Спитхеде, где состоялся парад в честь британского короля Георга VI с участием боевых судов всех стран. По завершении Спитхедской недели «Шпее» вернулся на родину.
После пополнения запасов и краткого отдыха «Шпее» вновь вышел в Испанию 23 июня. Но уже 7 августа 1937 года линкор возвратился в Киль. Осенью того же года состоялись небольшие походы в Швецию (с 18 по 20 сентября) и Норвегию (1—2 ноября). В начале 1938 года — непродолжительный выход в испанские воды: покинув Киль 7 февраля, корабль возвратился уже 18 февраля.
До лета 1938 г. «Адмирал граф Шпее» главным образом стоял в порту, совершая лишь короткие выходы в прибрежные воды. В конце июня — начале июля 1938 года «карманный линкор» совершил ещё один выход на север, в норвежские фиорды. 22 августа участвовал в большом флотском параде, который принимали фюрер Гитлер и регент Венгрии адмирал Хорти. В ходе этого мероприятия был спущен на воду тяжёлый крейсер «Принц Ойген». Осень «Адмирал граф Шпее» провел в дальних походах, совершив два выхода в Атлантику (6—23 октября и 10—24 ноября), посетив испанский порт Виго, португальские порты и Танжер.
С января 1939 года корабль прошёл свой первый плановый ремонт в Вильгельмсхафене, завершив его к марту. Командование кригсмарине планировало большой зарубежный поход под руководством адмирала Бема, в котором должны были принять участие все 3 карманных линкора, крейсера «Лейпциг» и «Кёльн», а также эсминцы и подводные лодки. С целью «показа флага» «Адмирал граф Шпее» несколько дней простоял на рейде в Сеуте. Он только успел вернуться на родину и пополнить запасы, как началась Вторая мировая война.

## Крейсерство в Атлантике
К августу 1939 года «Адмирал граф Шпее» перестал быть самым мощным кораблём флота, однако его роль в возможных боевых действиях оставалась весьма существенной. План, разработанный руководством кригсмарине и одобренный лично Гитлером, предусматривал высылку в море «карманных линкоров» и судов снабжения задолго до нападения на  Польшу. Их огромная дальность плавания и возможность пополнять запасы позволяла оставаться в районах ожидания в течение нескольких месяцев с тем, чтобы в зависимости от развития событий либо начать рейдерские действия, либо тихо и мирно вернуться домой.
5 августа 1939 года, почти за месяц до начала войны, судно снабжения «Альтмарк», предназначенное для работы в паре со «Шпее», вышло в Соединенные Штаты, где оно должно было принять дизельное топливо и раствориться в океанских просторах до встречи с «карманным линкором», который, в свою очередь, 21 августа покинул Вильгельмсхафен под командованием капитана цур зее Ганса Лангсдорфа. 24 августа за ним последовал «Дойчланд», «работавший» вместе с танкером «Вестервальд». Оба систершипа стали передовым отрядом немецкого флота в океане, поделив между собой Атлантику: «Адмирал граф Шпее» направился в южную её часть, а его напарник — на позицию к югу от Гренландии.
«Шпее» удалось пройти незамеченным сначала к берегам Норвегии, а затем и в Атлантику южнее Исландии. Он стал единственным немецким рейдером, прошедшим этим путём, который впоследствии англичане тщательно сторожили (английские патрульные крейсера заняли позиции только 6 сентября). Плохая погода помогла немцам пройти незамеченными до самого района ожидания. Корабль не спешил, и к 1 сентября, дню начала мировой войны, находился в 1000 миль к северу от островов Зелёного Мыса. В этот день он встретился с «Альтмарком». «Адмирал граф Шпее» передал на «Альтмарк» военную команду, легкое вооружение и два 20-мм орудия, сдав заодно легковоспламеняющиеся грузы и приняв полный запас топлива.
Почти весь первый месяц войны «карманный линкор» двигался малым ходом к экватору, уклоняясь от любого дыма на горизонте и оставаясь необнаруженным. Для маскировки на корабле установили выше носовой башни вторую, из фанеры и парусины, превратив его таким образом в подобие линейного корабля типа «Шарнхорст». Несмотря на примитивность такой декорации, эта мера впоследствии позволила несколько раз обмануть неискушенных торговых моряков.
25 сентября 1939 года «Адмирал граф Шпее» получил приказ о начале крейсерских операций. Первым районом действий был выбран северо-восток Бразилии около порта Ресифи. 30 сентября потоплена первая жертва — английское судно «Клемент».
Для операций против немецких рейдеров союзниками было выделено 8 тактических боевых групп, в состав которых номинально вошли 3 линейных крейсера — английский «Ринаун», французские «Дюнкерк» и «Страсбург», авианосцы «Арк Ройял», «Гермес» и «Беарн», 9 тяжёлых и 5 лёгких крейсеров, не считая десятков других боевых единиц (вплоть до линкоров), охранявших трансатлантические конвои. Однако фактически против «Адмирала графа Шпее» действовали 3 британских соединения: крейсерская эскадра под командованием коммодора Хэрвуда (группа G), прикрывавшая южноамериканские воды (тяжёлые крейсера «Эксетер» и «Камберленд»), группа Н, базировавшаяся в Кейптауне (тяжёлые крейсера «Сассекс» и «Шропшир»), и группа К под командованием контр-адмирала Уэллса, наиболее сильная из всех (линейный крейсер «Ринаун» и авианосец «Арк Ройял»).
5 октября захвачен британский пароход «Ньютон Бич». Из доставшихся документов удалось составить достаточно полное представление о системе радиопереговоров с торговыми судами и даже получить в исправном состоянии стандартную английскую рацию, снятую с судна и установленную в рубке «Адмирала графа Шпее». С 5 по 10 октября 1939 года «карманный линкор» потопил или захватил ещё 3 судна. Опасаясь обнаружения, «Адмирал граф Шпее» 28 октября пополнил запас топлива с судна снабжения «Альтмарк» и 4 ноября перешёл в Индийский океан, обогнув мыс Доброй Надежды.
9 ноября был поврежден и надолго вышел из строя гидросамолёт «Арадо-196».
14 ноября остановлен и потоплен небольшой теплоход-танкер «Африка Шелл». 20 ноября «Адмирал граф Шпее» обогнул южную оконечность Африки в обратном направлении и перешёл в Атлантический океан.
2—3 декабря 1939 года потоплены два английских судна. 6 декабря рейдер пополнил запасы топлива с судна снабжения «Альтмарк» и провёл артиллерийско-дальномерные учения, используя в качестве цели своё же судно снабжения. Старший артиллерист, фрегаттен-капитан Ашер, остался недовольным их результатом, поскольку за три с лишним месяца вынужденного безделья квалификация персонала системы управления огнём главного калибра заметно снизилась.
В декабре английский коммодор Харвуд, командовавший поисковой группой G, принял решение сосредоточить в районе Рио-де-Жанейро — Ла-Плата три корабля группы — тяжёлый крейсер «Эксетер» и лёгкие крейсера «Аякс» и «Ахиллес». 12 декабря 1939 года эти корабли соединились в 150 милях восточнее устья реки Ла-Плата.
11 декабря 1939 года бортовой гидросамолёт «Адмирала графа Шпее» вновь потерпел аварию и восстановлению не подлежал.

## Бой у Ла-Платы
Утром 13 декабря 1939 года около 6 часов утра «Адмирал граф Шпее» столкнулся с эскадрой английских крейсеров; на «Шпее» обнаружили верхушки мачт в 05:52, в 06:16 с крейсера «Эксетер», поступило донесение: «Полагаю, что это „карманный линкор“». Поначалу немцы английские лёгкие крейсеры приняли за эсминцы и командир «Адмирала Шпее» капитан цур зее Ганс Лангсдорф считал, что ведёт бой с крейсером и двумя эсминцами.
В 06:18 первый залп немецкого рейдера лёг между английскими крейсерами, а через четыре минуты открыли огонь орудия «Эксетера». Приняв лёгкие крейсеры за эсминцы, командир корабля «Адмирал граф Шпее» приказал сосредоточить огонь артиллерии главного калибра только на тяжёлом крейсере. Этот огонь оказался весьма точным: в течение следующих двадцати минут «Эксетер» получает несколько попаданий, в результате чего у него оказалась разбитой вторая носовая башня, разрушен командирский мостик, нарушена связь и выведены из строя механизмы управления рулями. Перейдя в кормовую боевую рубку, командир английского корабля приказывает дать по немецкому линкору торпедный залп, и в это самое мгновение корабль сотрясают ещё два тяжёлых попадания. Окутанный дымом, осевший на нос и накренившийся на борт, «Эксетер» в 07:40 выходит из боя.
Тем временем лёгкие крейсеры, обстреливаемые только вспомогательной артиллерией линкора, проскочили опасную зону и, по словам Лангсдорфа, вели себя с «непостижимой наглостью». Когда в 07:16 рейдер повернул к югу, намереваясь добить «Эксетер», лёгкие крейсеры «Аякс» и «Ахиллес», ринувшись на помощь своему собрату, стреляли так точно и эффективно, что двумя снарядами вывели из строя систему управления артиллерийским огнём на «Адмирале графе Шпее». И хотя эти действия не остались безнаказанными — один 283-мм немецкий снаряд вывел из строя кормовые башни на «Аяксе», а другой снёс его мачту, — оба англичанина продолжали как тени следовать за отходящим к западу «карманным» линкором. В полночь, когда «Адмирал граф Шпее» отдал якорь на рейде Монтевидео, «Аякс» и «Ахиллес», разделившись, поспешили перекрыть оба выхода из устья Ла-Платы. На следующую ночь к ним присоединился тяжёлый крейсер «Кумберлэнд» — это было всё, что Харвуд смог противопоставить германскому рейдеру.
Хотя повреждения «Адмирала графа Шпее» оказались не очень велики, он нуждался в ремонте, которого нельзя было сделать за трёхдневный срок, предоставленный правительством Уругвая согласно нормам международного права, к тому же, к концу подходили боеприпасы. Понимая его затруднительное положение, английская агентура в Монтевидео усиленно распространяла слухи: «Адмирала графа Шпее» у выхода из Ла-Платы поджидает сильная английская эскадра, в составе которой находятся линейный крейсер «Ринаун» и авианосец «Арк Ройял». Уверовав в неминуемую гибель своего корабля, Лангсдорф послал запрос в Берлин, откуда был получен едва ли не личный приказ фюрера: боя не принимать, корабль уничтожить. 17 декабря 1939 года Лангсдорф приказал затопить корабль. Команда сошла на берег и была интернирована в нейтральной Аргентине. Командир застрелился 20 декабря в Буэнос-Айресе.
«Шпее» затонул в нейтральных водах на мелком месте — так, что над волнами возвышались его обгоревшие надстройки. Англичане снарядили специальную экспедицию, предполагая снять с него всё, что уцелело из приборов, в частности, радар, а также образцы вооружения (105-мм зенитки и автоматы). Удалось выполнить только часть программы, поскольку вскоре после начала работ разыгрался шторм, и операцию пришлось прекратить. Оставшуюся груду железа начиная с 1942 года постепенно разобрали на лом. Правда, работать на илистом дне оказалось крайне неудобно, и некоторые части последнего «карманного линкора» до сих пор ржавеют на месте гибели с координатами 34°58′25″ ю. ш. 56°18′01″ з. д..
В 2004 году из воды были подняты некоторые остатки корабля.

## Оценка боевой карьеры
До своей гибели в гавани Монтевидео «карманный линкор» нанёс серьёзный ущерб англичанам, успев потопить одиннадцать торговых судов.
В дальнейшем адмирал Эрих Редер издал распоряжение, согласно которому моряки всех крупных боевых кораблей обязаны были сражаться до последнего снаряда, даже если судно получило критические повреждения: этому приказу следовали и капитаны кораблей наподобие «Бисмарка».

## Командиры
| 1. | капитан цур зе Конрад Патциг   | 6 января 1936 — 1 октября 1937 |
| 2. | капитан цур зе Вальтер Варцеха | 2 октября 1937 — октябрь 1938  |
| 3. | капитан цур зе Ганс Лангсдорф  | октябрь 1938 — 17 декабря 1939 |